# Resor till Amerika före Columbus
När Christopher Columbus kom till Amerika 1492, var han inte den första utomstående personen som gjorde en expedition till Amerika, eller som hade kontakt med den amerikanska ursprungsbefolkningen. Det finns flera legender om kontakter som gjorts före Colombus, men endast ett fåtal av dessa har verifierats och de flesta är troligtvis bara legender.

## Verifierade kontakter före Columbus
De allra första människorna kom till Amerika från Ryssland via Alaska.[källa behövs]

### Vikingar
Leif Eriksson var troligtvis den första europé som reste till Amerika. Han reste dit från Grönland med en grupp vikingar, som bosatte sig i nuvarande Newfoundland. De kallade det nya landet för Vinland och startade en koloni som under en kort period beboddes av vikingar. 

### Polynesier
DNA-analyser, samt spridningen av Sötpotatis, en gröda med ursprung i Sydamerika i Stilla havet för omkring 1000 år sedan, tyder på att polynesier besökt Amerika innan Columbus.